# Барђино (Фиренца)
Барђино је насеље у Италији у округу Фиренца, региону Тоскана.
Према процени из 2011. у насељу је живело 335 становника. Насеље се налази на надморској висини од 150 м.